# Оттер-Тейл (округ, Міннесота)
Шаблон:StateAbbr_ 46°25′ пн. ш. 95°43′ зх. д. / 46.41° пн. ш. 95.71° зх. д.
Округ Оттер-Тейл (англ. Otter Tail County) — округ (графство) у штаті Міннесота, США. Ідентифікатор округу 27111.

## Історія
Округ утворений 1858 року.

## Демографія
За даними перепису
2000 року
загальне населення округу становило 57 159 осіб, зокрема міського населення було 13 110, а сільського — 44 049.
Серед мешканців округу чоловіків було 28 630, а жінок — 28 529. В окрузі було 22 671 домогосподарство, 15 768 родин, які мешкали в 33 862 будинках.
Середній розмір родини становив 2,98.
Віковий розподіл населення поданий у таблиці:
| Стать    | До 15 років | 15-21 | 22-29 | 30-39 | 40-49 | 50-65 | 65-85 | Понад 85 |
| -------- | ----------- | ----- | ----- | ----- | ----- | ----- | ----- | -------- |
| Чоловіки | 5931        | 3018  | 1920  | 3503  | 4573  | 4857  | 4252  | 576      |
| Жінки    | 5396        | 2666  | 1776  | 3375  | 4284  | 5002  | 4876  | 1154     |

## Суміжні округи
- Бекер — північ
- Водена — північний схід
- Тодд — південний схід
- Дуглас — південь
- Грант — південний захід
- Вілкін — захід
- Клей — північний захід